# Pierre Deligne
Pierre René Deligne (ur. 3 października 1944 w Etterbeek, w Belgii) – belgijski matematyk, profesor Institute for Advanced Study (IAS) w Princeton. Laureat najwyższych nagród matematycznych jak Medal Fieldsa (1978), Nagroda Wolfa w dziedzinie matematyki (2008) czy Nagroda Abela (2013). Znany z badań nad geometrią algebraiczną.

## Życiorys
Absolwent Université Libre de Bruxelles z 1966 r. Doktorat uzyskał na Institut des hautes études scientifiques (I.H.É.S.) koło Paryża pod kierunkiem Alexandra Grothendiecka. 
Jest autorem ważnych prac z wielu dziedzin matematyki, w tym z Formy modularnej czy Teorii reprezentacji grupy. Uważa się, że Deligne znalazł związek między geometrią algebraiczną a kluczowymi problemami matematycznymi, jak wielkie twierdzenie Fermata i cztery hipotezy Andrégo Weila. Deligne jako pierwszy potwierdził ich słuszność.

## Nagrody
Za swoją pracę naukową został wyróżniony w 1978 Medalem Fieldsa, w 1988 Nagrodą Crafoorda, w 2004 Nagrodą Balzana, w 2008 Nagrodą Wolfa, a w 2013 Nagrodą Abela za odegranie kluczowej roli w łączeniu geometrii algebraicznej z innymi dziedzinami matematyki.